# Egidius Mengelberg

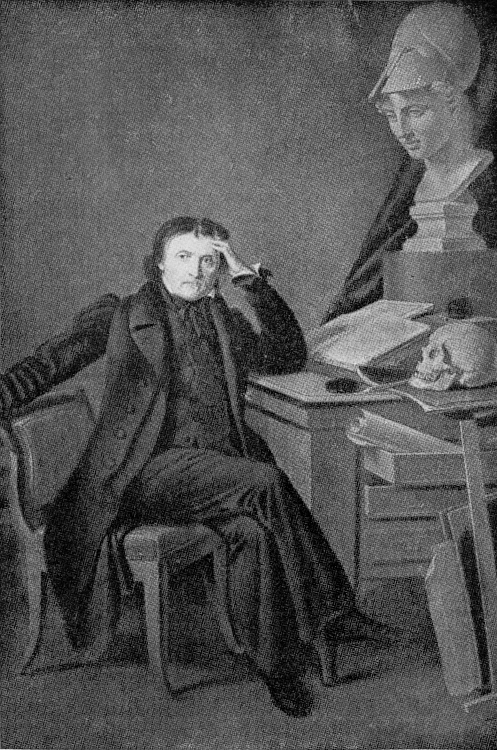
Egidius Mengelberg

Egidius Mengelberg (* 8. April 1770 in Köln; † 26. Oktober 1849 ebenda) war ein deutscher Porträtmaler, Innenarchitekt und Kunstpädagoge.

## Leben und Wirken
Mengelbergs Familie stammte aus Linz am Rhein, wo seine Vorfahren seit dem 16. Jahrhundert nachweisbar sind. Schon als Dreizehnjähriger nahm er Unterricht bei Johann Peter von Langer in Düsseldorf, sechzehnjährig gründete er in Köln eine private Zeichenschule. 1790 kopierte er einige Bilder in der Düsseldorfer Galerie des jülich-bergischen Landesherrn, Kurfürst Karl Theodor, für einen Kupferstich-Katalog der Galerie. Nach der Besetzung des Rheinlands durch die Truppen Napoleons hielt er sich 1796–1797 in Koblenz auf, wo er zahlreiche französische Militärangehörige porträtierte.

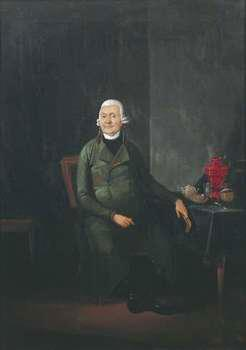
Bildnis Johannes von der Heydt, ca. 1800

1800 begab sich Mengelberg nach Elberfeld, wo sein Vater Edmund Mengelberg mit seiner zweiten Frau mittlerweile lebte. In der im Zuge der frühen Industrialisierung rasch wachsenden und prosperierenden Stadt blühte die Porträtmalerei auf. Mengelberg porträtierte zahlreiche Persönlichkeiten des Wuppertals und wurde eine Art Mode-Maler der Gesellschaft. Als Heinrich Christoph Kolbe 1811 nach Düsseldorf zurückkehrte und schnell zum gefragtesten Porträtmaler des Rheinlands wurde, trat er mit ihm in Kontakt und ließ sich von ihm die Techniken beibringen, die dieser in Paris kennengelernt hatte. Mengelberg begann, Kolbes Stil zunehmend zu imitieren, bis sich Kolbe schließlich ärgerlich von ihm abwandte.
Daraufhin verlegte sich Mengelberg auf die Gestaltung von Tapeten, Wandmalereien und die Einrichtung der entstehenden Villen der Patrizierfamilien des Wuppertals. Sein größter Auftrag war die Ausmalung und innenarchitektonische Gestaltung des Saales der ersten Lesegesellschaft Elberfelds, des sogenannten „Museums“.

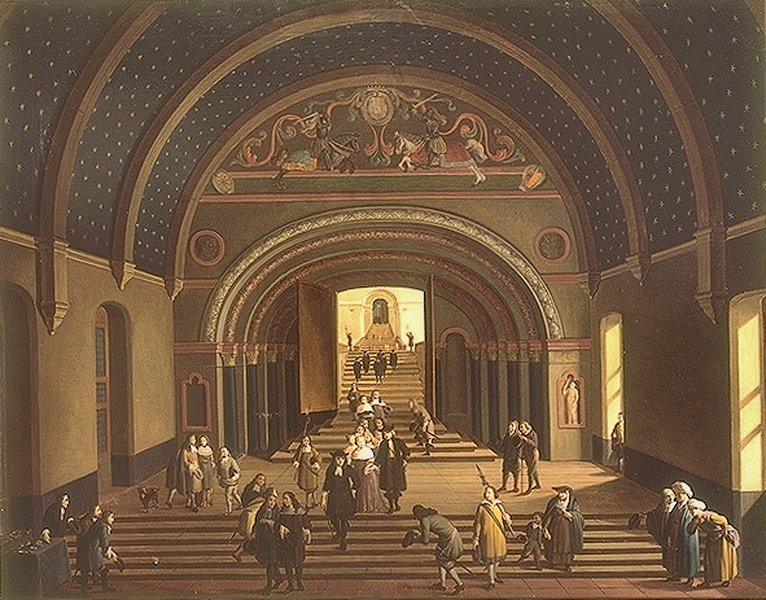
„In der Schwanenburg zu Kleve“, 1829

Mengelberg verliebte sich in die junge Elberfelder Protestantin Anne Lisette Risse, deren streng reformierte Eltern die Heirat mit dem Katholiken Mengelberg untersagten. 1813 verließ Mengelberg mit ihr Elberfeld und zog nach Düsseldorf, wo im Januar 1814 der erste Sohn Johann Edmund Egidius geboren wurde. Als das zweite Kind Otto Heinrich unterwegs war, gestatteten die Eltern der Mutter endlich die Hochzeit, die im Oktober 1816 gefeiert wurde.
1822 zog die Familie nach Köln, wo Mengelberg die „Elementar-Zeichenschule für Bauleute und Professionalisten“ gründete, eine private Sonntagsschule, in der unbemittelte Handwerker kostenfrei in verschiedenen Kunsthandwerks- und Kunsttechniken ausgebildet wurden und die bald mehrere hundert Schüler unterrichtete. Mengelberg leitete die „Sonntagsschule“ bis zu seinem Tod 1849. Er wurde auf dem Kölner Melaten-Friedhof beigesetzt. Er wurde zum Stammvater eines deutsch-niederländischen Künstlergeschlechts, zahlreiche Mitglieder der Familie Mengelberg wurden bedeutende bildende Künstler oder Musiker. Der niederländische Dirigent Willem Mengelberg war ein Urenkel von ihm.
Nach ihm wurde die Mengelbergstraße im Kölner Stadtteil Altstadt-Süd benannt.